# Die 3 Colonias
Die 3 Colonias sind eine  Kölner Musikgruppe, die vor allem im Karneval aktiv ist.

## Geschichte
Die 3 Colonias wurden 1976 von dem Kölner Dieter Steudter (* 1944, † 2021) gegründet. Steudter, ein gelernter Konditormeister, betrieb noch bis Mitte der 1980er Jahre sein eigenes Café am Kaiser-Wilhelm-Ring, bis er es aus gesundheitlichen Gründen aufgeben musste. Ab Beginn der 1970er Jahre begann er, zu komponieren und zu texten und selbst im Karneval aufzutreten.  Begleitet wurde er dabei von dem Akkordeonisten Walter Haarhaus. Um ihren Vorbildern, dem Eilemann-Trio, nachzueifern, kam ein Bassist, Paul Rumpen, hinzu, dem zwei Jahre später Oliver Hoff folgte.
Ihren Durchbruch hatte die Gruppe mit den Liedern Ja die Oma will nach Palma und Bier und en Appelkorn. Für den Eishockey-Club Kölner Haie komponierte und produzierte die Gruppe 1980 die Fan-Hymne Wir sind die Haie. 1993 komponierte Dieter Steudter für Wicky Junggeburth den Karnevalshit Eimol Prinz zo sin, den die 3 Colonias auch produzierten und veröffentlichten.
1992 verließ Walter Haarhaus die 3 Colonias, für ihn kam Andreas Weber als Keyboarder. Oliver Hoff begann eine Solokarriere als Komiker und Millowitsch-Imitator; ihm folgte Willi Wilden. Aschermittwoch 2001 nahm Frank Morawa den Platz von Andreas Weber ein. Am Aschermittwoch 2013 lösten der Gitarrist und Sänger Robert Lennerts und der Keyboard-/Akkordeonspieler und Sänger Marcus Schmitter, die seit 1990 als Die Original Bergischen Gaudibuam und seit 2006 als De Spetzbove auftraten, Willi Wilden und Dieter Steudter ab und bildeten zusammen mit dem Keyboarder Frank Morawa die neue Besetzung der Musikgruppe. Robert Lennerts verließ aus beruflichen Gründen 2015 die Gruppe. Für ihn kam Fred Isenberg als neuer Sänger (Stand 2015). Dieter Steudter blieb der Gruppe bis 2015 als Manager verbunden.
Am 6. Januar 2021 verstarb der Gründer der 3 Colonias, Dieter Steudter, im Alter von 76 Jahren.

## Diskografie

### Alben
- 1992: Die großen Erfolge – Pavement Records, Bergisch Gladbach
- 1996: Hallo Kölle! – Pavement Records
- 2000: 25 Jahre - Papagayo Musikverlage Hans Gerig OHG, Bergisch Gladbach
- 2006: 30 Jahre - Dabbelju Music, Köln
- 2009: Volldampf – Dabbelju Music
- 2010: Weihnachten mit den 3 Colonias – Dabbelju Music
- 2014: Kuh-Tipps, Quatsch & Fastelovend - Dabbelju Music

### Singles
- 1983: Bier und ’nen Appelkorn – Colonia-Musik-Produktion; 1984  EMI-Electrola
- 1983: Nein, nein, nein, das darf doch nich wahr sein (Fussball-Ballade) – Margaretha Jansen, Köln
- 1984: Ja, de Oma will nach Palma – blm music entertainment, Bad Honnef
- 1984: In zehntausend Jahren – blm, Bad Honnef
- 1984: Hurra, hurra (das Sünderlied) – EMI-Electrola
- 1984: Ach du leeven Jott – blm, Bad Honnef
- 1985: In Afrika ist Muttertag – EMI-Electrola
- 1986: Aufe Dauer … (dat Maloche-Lied) – EMI-Electrola
- 1988: Oh, wie tut das gut! – EMI-Electrola
- 1988: Es war in Königswinter – EMI-Electrola
- 1991: Mir sin zwar kein 18 [achtzehn] mieh – Pavement Records
- 1994: Sulang d'r Dom noch steiht  - Pavement Records
- 1995: Wie dä Kääl dat bloss määt?! – Pavement Records
- 2002: Der Schützenkönig - Papagayo Musikverlage Hans Gerig oHG
- 2005: Vera (zeig mir dein Dessous) – Pavement Records
- 2006. Die Fröschelche - Dabbelju  Music
- 2008: Halt´s Maul, sei still (ich geh Heim, wann ich will) - Dabbelju  Music
- 2009: Die alte Dampfeisenbahn - Dabbelju  Music
- 2009: Eimol Prinz zo sin in Kölle am Rhing - Dabbelju  Music
- 2011: Ich han en Mötz, ich bin jetz Präsident – Dabbelju  Music/Pavement Records
- 2012: Muh, Muh, ich bin ne Kuh – Alaaf! Records/recordJet//Dabbelju  Music/Xtreme Sound
- 2013: Wir sind die Haie (Neuaufnahme) – Alaaf! Records/recordJet
- 2014: So schön ist´s nur einmal (Der Song zum "Aufstieg 2014" des 1. FC Köln) – Alaaf! Records/recordJet
- 2014: Und die Hände gehen so - a la tete records
- 2014: Ich dräume met offene Auge vun Dir – /Dabbelju  Music
- 2015: Sulang d'r Dom noch steiht (Neuaufnahme) – Alaaf! Records/recordJet/Dabbelju  Music
- 2016: Ob Kölsch, ob Pils, ob Alt – Alaaf! Records/recordJet/Moewe-Musik/Hitmix Musikagentur//Dabbelju  Music
- 2017: Ach wenn doch nur jeden Tag Karneval wär – Alaaf! Records/recordJet/Moewe-Musik/Hitmix Musikagentur/Dabbelju  Music
- 2018: Lustig sein (1x Lululu) - Alaaf! Records/Moewe-Musik/Hitmix Musikagentur/Dabbelju  Music
- 2019: Palim Palim - Alaaf! Records/Moewe-Musik/Hitmix Musikagentur/Dabbelju  Music

## Auszeichnungen
- 1993: Ehrenmitgliedschaft im Klub Kölner Karnevalisten für Walter Haarhaus
- 2010: Das Herz von Kölle
- 2012: Ehrenmitgliedschaft im Klub Kölner Karnevalisten für Dieter Steudter
- 2012: Verdienstorden in Gold des Festkomitees Kölner Karneval für Dieter Steudter